# Paroisse de Saint-Georges (Grenade)
Pour les articles homonymes, voir Paroisse de Saint George et George.
La paroisse de Saint-Georges (en anglais : Saint George Parish) est l'une des six paroisses de la Grenade.
Son chef-lieu est Saint-Georges, la capitale du pays. Mount Moritz est un village de la paroisse.

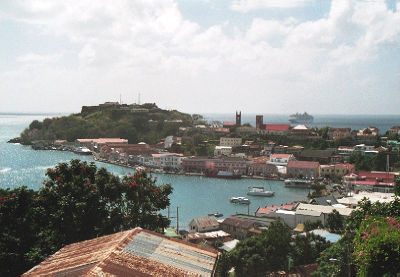
St. George's, Grenada, 2000